# Campionat del món d'escacs de 1957
El Campionat del món d'escacs de 1957 va ser jugat entre Mikhaïl Botvínnik i Vassili Smislov a Moscou del 5 de març al 27 d'abril de 1957. Smyslov va ser el vencedor.

## Torneig interzonal de 1955
Un torneig interzonal va tenir lloc a Göteborg, Suècia, a l'agost i setembre de 1955. Els nou primers finalistes es varen classificar pel torneig de candidats.
|    |                                         | 1 | 2 | 3 | 4 | 5 | 6 | 7 | 8 | 9 | 10 | 11 | 12 | 13 | 14 | 15 | 16 | 17 | 18 | 19 | 20 | 21 | Total | Tie break |
| -- | --------------------------------------- | - | - | - | - | - | - | - | - | - | -- | -- | -- | -- | -- | -- | -- | -- | -- | -- | -- | -- | ----- | --------- |
| 1  | David Bronstein (Unió Soviètica)        | x | 1 | 1 | ½ | 1 | ½ | ½ | ½ | ½ | ½  | ½  | ½  | ½  | ½  | 1  | 1  | 1  | 1  | 1  | 1  | 1  | 15    |           |
| 2  | Paul Keres (Unió Soviètica)             | 0 | x | 1 | ½ | ½ | ½ | ½ | ½ | 1 | ½  | 1  | 1  | 1  | ½  | 1  | 1  | 0  | 1  | ½  | ½  | 1  | 13½   |           |
| 3  | Oscar Panno (Argentina)                 | 0 | 0 | x | ½ | 0 | 1 | ½ | ½ | 1 | ½  | 1  | 1  | 1  | ½  | ½  | 1  | ½  | 1  | 1  | 1  | ½  | 13    |           |
| 4  | Tigran Petrossian (Unió Soviètica)      | ½ | ½ | ½ | x | ½ | ½ | ½ | ½ | ½ | ½  | ½  | ½  | 1  | ½  | ½  | ½  | 1  | ½  | 1  | 1  | 1  | 12½   |           |
| 5  | Iefim Hèl·ler (Unió Soviètica)          | 0 | ½ | 1 | ½ | x | ½ | ½ | 1 | ½ | 0  | ½  | ½  | ½  | 0  | 1  | ½  | 1  | 1  | 1  | ½  | 1  | 12    | 111.75    |
| 6  | László Szabó (Hongria)                  | ½ | ½ | 0 | ½ | ½ | x | ½ | ½ | ½ | ½  | ½  | 0  | ½  | ½  | 1  | ½  | 1  | 1  | 1  | 1  | 1  | 12    | 108.50    |
| 7  | Miroslav Filip (Txecoslovàquia)         | ½ | ½ | ½ | ½ | ½ | ½ | x | ½ | 0 | ½  | ½  | ½  | 1  | ½  | 0  | 1  | ½  | ½  | ½  | 1  | 1  | 11    | 104.00    |
| 8  | Herman Pilnik (Argentina)               | ½ | ½ | ½ | ½ | 0 | ½ | ½ | x | 0 | ½  | ½  | ½  | ½  | 1  | 1  | ½  | ½  | ½  | ½  | 1  | 1  | 11    | 102.50    |
| 9  | Borís Spasski (Unió Soviètica)          | ½ | 0 | 0 | ½ | ½ | ½ | 1 | 1 | x | 1  | 0  | 0  | ½  | 1  | ½  | ½  | 1  | 0  | 1  | 1  | ½  | 11    | 102.50    |
| 10 | Georgy Ilivitsky (Unió Soviètica)       | ½ | ½ | ½ | ½ | 1 | ½ | ½ | ½ | 0 | x  | ½  | 0  | 0  | ½  | ½  | 1  | ½  | ½  | 1  | ½  | 1  | 10½   | 100.50    |
| 11 | Ludek Pachman (Txecoslovàquia)          | ½ | 0 | 0 | ½ | ½ | ½ | ½ | ½ | 1 | ½  | x  | ½  | ½  | ½  | 1  | ½  | ½  | ½  | 1  | ½  | ½  | 10½   | 99.25     |
| 12 | Miguel Najdorf (Argentina)              | ½ | 0 | 0 | ½ | ½ | 1 | ½ | ½ | 1 | 1  | ½  | x  | 0  | 0  | 0  | ½  | ½  | 1  | ½  | 1  | 0  | 9½    | 94.00     |
| 13 | Carlos Guimard (Argentina)              | ½ | 0 | 0 | 0 | ½ | ½ | 0 | ½ | ½ | 1  | ½  | ½  | x  | ½  | 1  | 0  | 1  | ½  | 0  | ½  | 1  | 9½    | 89.50     |
| 14 | Braslav Rabar (Iugoslàvia)              | ½ | ½ | ½ | ½ | 1 | ½ | ½ | 0 | 0 | ½  | ½  | 1  | ½  | x  | ½  | ½  | ½  | 0  | 0  | 1  | 0  | 9     | 93.50     |
| 15 | Andrija Fuderer (Iugoslàvia)            | 0 | 0 | ½ | ½ | 0 | 0 | 1 | 0 | ½ | ½  | 0  | 1  | 0  | ½  | x  | 1  | 1  | 1  | 1  | 0  | ½  | 9     | 81.25     |
| 16 | Wolfgang Unzicker (Alemanya Occidental) | 0 | 0 | 0 | ½ | ½ | ½ | 0 | ½ | ½ | 0  | ½  | ½  | 1  | ½  | 0  | x  | ½  | ½  | ½  | 1  | 1  | 8½    |           |
| 17 | Gideon Ståhlberg (Suècia)               | 0 | 1 | ½ | 0 | 0 | 0 | ½ | ½ | 0 | ½  | ½  | ½  | 0  | ½  | 0  | ½  | x  | 1  | ½  | ½  | 1  | 8     | 74.00     |
| 18 | Arthur Bisguier (Estats Units)          | 0 | 0 | 0 | ½ | 0 | 0 | ½ | ½ | 1 | ½  | ½  | 0  | ½  | 1  | 0  | ½  | 0  | x  | ½  | 1  | 1  | 8     | 70.50     |
| 19 | Antonio Medina (Espanya)                | 0 | ½ | 0 | 0 | 0 | 0 | ½ | ½ | 0 | 0  | 0  | ½  | 1  | 1  | 0  | ½  | ½  | ½  | x  | 0  | 0  | 5½    | 53.25     |
| 20 | Jan Hein Donner (Països Baixos)         | 0 | ½ | 0 | 0 | ½ | 0 | 0 | 0 | 0 | ½  | ½  | 0  | ½  | 0  | 1  | 0  | ½  | 0  | 1  | x  | ½  | 5½    | 49.25     |
| 21 | Bogdan Śliwa (Polònia)                  | 0 | 0 | ½ | 0 | 0 | 0 | 0 | 0 | ½ | 0  | ½  | 1  | 0  | 1  | ½  | 0  | 0  | 0  | 1  | ½  | x  | 5½    | 48.50     |

## Torneig de candidats de 1956
El torneig de candidats de 1956 va tenir lloc a Amsterdam als Països Baixos a l'abril i el maig. Com a perdedor del campionat del món, Smyslov entrà directament al torneig afegint-se als nou jugadors provinent del Interzonal. Smyslov va guanyar, i de nou esdevingué aspirant en el matx del campionat del món de 1957.
|    |                                    | 1   | 2   | 3   | 4   | 5   | 6   | 7   | 8   | 9   | 10  | Puntuació | Tie break |
| -- | ---------------------------------- | --- | --- | --- | --- | --- | --- | --- | --- | --- | --- | --------- | --------- |
| 1  | Vassili Smislov (Unió Soviètica)   | xx  | = = | = = | 0 = | = = | = 1 | 1 1 | = 1 | 1 = | = 1 | 11½       |           |
| 2  | Paul Keres (Unió Soviètica)        | = = | xx  | = = | = = | = = | = 1 | = = | = 0 | 1 = | 1 = | 10        |           |
| 3  | László Szabó (Hongria)             | = = | = = | xx  | 1 = | = = | = = | = 1 | 0 = | = = | 0 1 | 9½        | 86.00     |
| 4  | Borís Spasski (Unió Soviètica)     | 1 = | = = | 0 = | xx  | = = | = 1 | 0 = | = = | = = | = 1 | 9½        | 84.00     |
| 5  | Tigran Petrossian (Unió Soviètica) | = = | = = | = = | = = | xx  | 0 = | 0 1 | 1 = | = = | 1 = | 9½        | 82.25     |
| 6  | David Bronstein (Unió Soviètica)   | = 0 | = 0 | = = | = 0 | 1 = | xx  | = 1 | 1 = | = = | = 1 | 9½        | 81.00     |
| 7  | Iefim Hèl·ler (Unió Soviètica)     | 0 0 | = = | = 0 | 1 = | 1 0 | = 0 | xx  | 1 1 | = 1 | 1 = | 9½        | 78.75     |
| 8  | Miroslav Filip (Txecoslovàquia)    | = 0 | = 1 | 1 = | = = | 0 = | 0 = | 0 0 | xx  | 1 0 | = 1 | 8         | 69.50     |
| 9  | Oscar Panno (Argentina)            | 0 = | 0 = | = = | = = | = = | = = | = 0 | 0 1 | xx  | 1 = | 8         | 69.00     |
| 10 | Herman Pilnik (Argentina)          | = 0 | 0 = | 1 0 | = 0 | 0 = | = 0 | 0 = | = 0 | 0 = | xx  | 5         |           |

## Matx del campionat de 1957
El matx va ser jugat com el millor de 24 partides. Si es finalitzava amb 12-12, Botvínnik, com a vigent campió, rentendria la corona. Smyslov va guanyar.
|                                    | 1 | 2 | 3 | 4 | 5 | 6 | 7 | 8 | 9 | 10 | 11 | 12 | 13 | 14 | 15 | 16 | 17 | 18 | 19 | 20 | 21 | 22 | Punts |
| ---------------------------------- | - | - | - | - | - | - | - | - | - | -- | -- | -- | -- | -- | -- | -- | -- | -- | -- | -- | -- | -- | ----- |
| Vassili Smislov (Unió Soviètica)   | 1 | ½ | ½ | 0 | 0 | 1 | ½ | 1 | ½ | ½  | ½  | 1  | 0  | ½  | ½  | ½  | 1  | ½  | ½  | 1  | ½  | ½  | 12½   |
| Mikhaïl Botvínnik (Unió Soviètica) | 0 | ½ | ½ | 1 | 1 | 0 | ½ | 0 | ½ | ½  | ½  | 0  | 1  | ½  | ½  | ½  | 0  | ½  | ½  | 0  | ½  | ½  | 9½    |